# 馬場裕子
馬場裕子（ばば ゆうこ）は日本の国土交通官僚。長崎県副知事。

## 来歴
東京都出身。聖心女子学院高等科から東京大学文科一類に入学。東京大学法学部卒業。2001年 国土交通省入省。採用時には「運輸と建設の行政を融合させたい。路面電車を全国に復活できれば、（排ガスが減って）環境にやさしい国土開発に貢献できる」と抱負を語っていた。総合政策局総務課海外運輸プロジェクト推進官、自動車事故対策機構総務部調査役、総合政策局海洋政策課長補佐、鉄道局都市鉄道政策課駅機能高度化推進企画官などを経て、2022年6月28日 内閣官房内閣参事官（内閣官房副長官補付）兼内閣官房国土強靭化推進室参事官。2023年7月7日 長崎県副知事。